# Beck’sche Schmerzensgeldtabelle
Die „Beck’sche Schmerzensgeldtabelle“ (seit der 16. Auflage 2020: Schmerzensgeld: Handbuch und Tabellen) ist ein jährliches Standardwerk zum Schmerzensgeld in Deutschland von Rechtsanwalt Andreas Slizyk.

## Allgemeines
Das Werk erscheint seit 1993 im Verlag C. H. Beck und wies damals über 1.500, in der 18. Auflage 2022 über 4.500 Schmerzensgeld-Entscheidungen nach. Die CD-ROM-Ausgabe hieß IMM-DAT (1994–2006), die Online-Ausgabe ehemals IMM-DAT plus, seit 2020 beck-online.SCHMERZENSGELD.
Den Schmerzensgeldtabellen vorangestellt ist ein Handbuch mit praxisorientierter Kommentierung des gesamten Schmerzensgeldrechts. Darin sind ausführlich die relevanten Bemessungskriterien des Schmerzensgeldes dargestellt (Sortierung nach Verletzungsarten und Schmerzensgeldbeträgen). Daneben finden sich auch Ausführungen zur Prozessführung und zur steuer- und sozialrechtlichen Einordnung des Schmerzensgeldes.
Konkurrenzprodukte sind beispielsweise die seit 1957 erscheinenden Schmerzensgeld-Beträge von Hacks/Wellner/Häcker/Offenloch oder das seit 2003 erscheinende Schmerzensgeld von Jaeger/Luckey. Anhaltswerte kann auch die Celler Schmerzensgeldtabelle des Oberlandesgericht Celle geben.